# Mjölig brosklav
Mjölig brosklav (Ramalina farinacea) är en lavart som först beskrevs av Linné och fick sitt nu gällande namn av Erik Acharius. Mjölig brosklav ingår i släktet Ramalina och familjen Ramalinaceae. Arten är reproducerande i Sverige. Inga underarter finns listade i Catalogue of Life.

## Beskrivning
Mjölig brosklav har en rikt förgrenad, mer eller mindre hängande bål, som kan bli upp till tio centimeter. De väl avgränsade soralen sitter i kanten på grenarna. Apothecier saknas oftast. En förväxlingsart är smalgrenig brosklav, som emellertid främst växer på havsstrandklippor i Syd- och Mellansverige.

## Habitat
Laven växer oftast på bark av lövträd, i parker, alléer, lövängar och löv- eller blandskog. Den förekommer i Sverige framför allt i de södra och mellersta delarna, men kan även återfinnas sällsynt i norr.